# Iris graminea

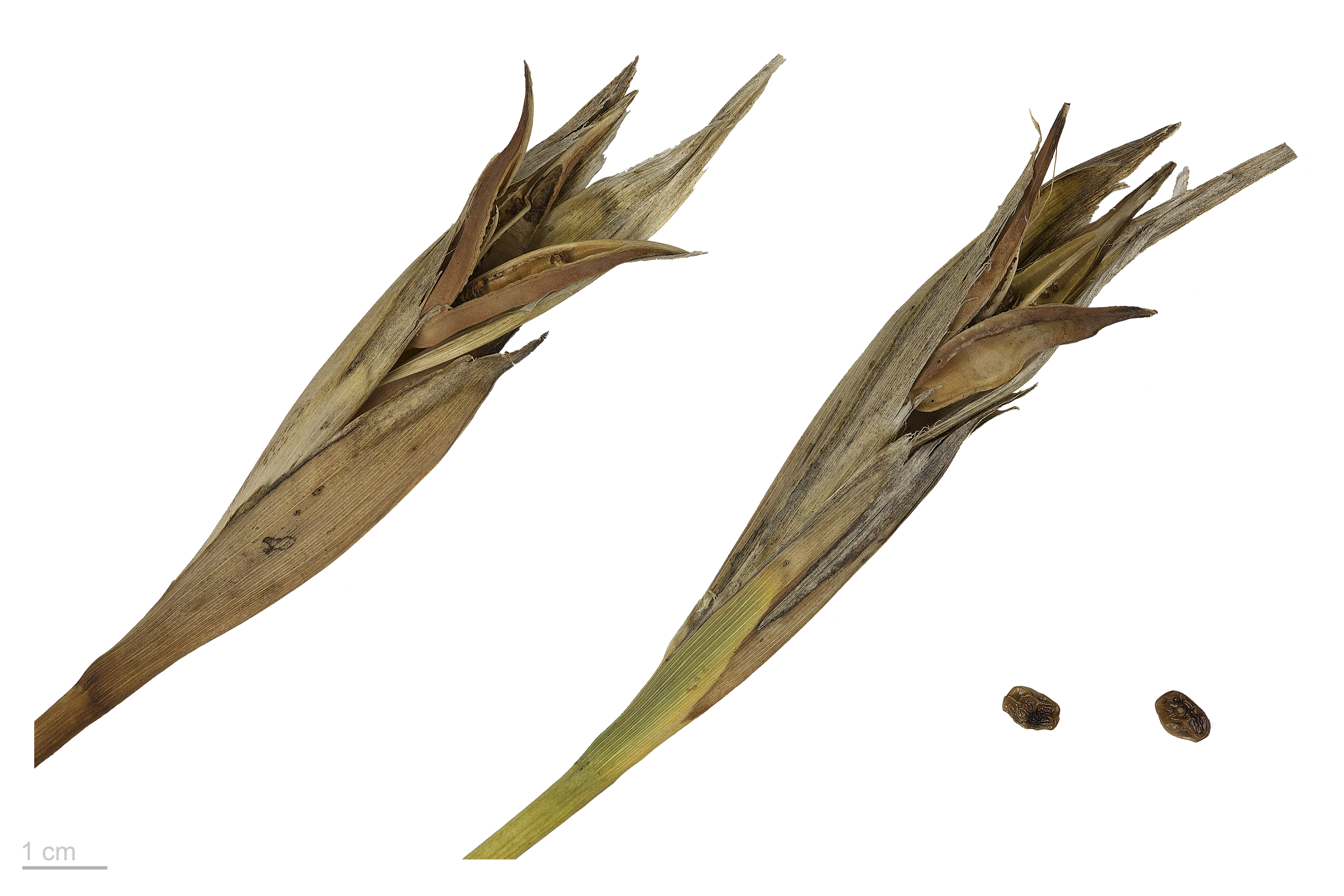
Iris graminea"

Iris graminea là một loài thực vật có hoa trong họ Diên vĩ. Loài này được L. miêu tả khoa học đầu tiên năm 1753.